# Scopura
Scopura is een geslacht van steenvliegen uit de familie Scopuridae. De wetenschappelijke naam van het geslacht is voor het eerst geldig gepubliceerd in 1929 door Uéno.

## Soorten
Scopura omvat de volgende soorten:
- Scopura bihamulata Uchida & Maruyama, 1987
- Scopura gaya Jin & Bae, 2005
- Scopura jiri Jin & Bae, 2005
- Scopura laminata Uchida & Maruyama, 1987
- Scopura longa Uéno, 1929
- Scopura montana Uchida & Maruyama, 1987
- Scopura quattuorhamulata Uchida & Maruyama, 1987
- Scopura scorea Jin & Bae, 2005